# Poème de l'extase

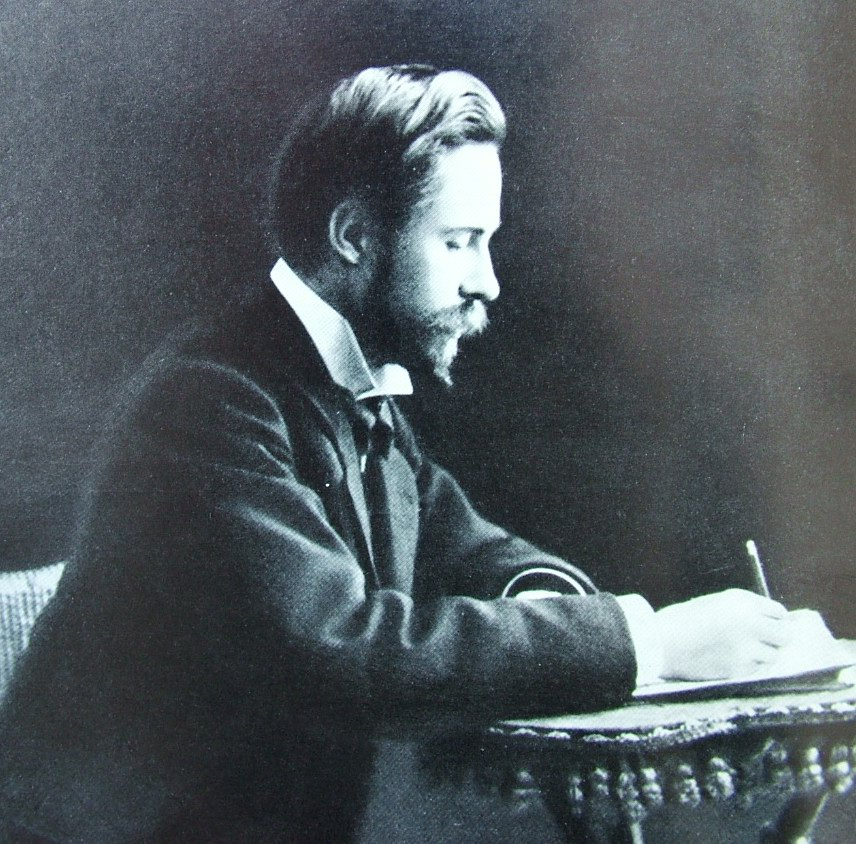
Scriabin (1905)

Poème de l'extase (El poema de l'èxtasi), op. 54, és un poema simfònic del compositor i pianista rus Aleksandr Skriabin escrit entre 1905 i 1908, quan Skriabin estava activament involucrat amb la Societat Teosòfica. L'obra de 20 minuts es va estrenar el 10 de desembre de 1908 (casualment la data de naixement d'⁣Olivier Messiaen, que, com Skriabin, tenia sinestèsia) a Nova York.

## Música
Skriabin de vegades es va referir al Poema de l'èxtasi com la seva "quarta simfonia⁣", encara que mai es va anomenar oficialment així i evita la divisió tradicional en moviments separats. Hi ha rastres de l'⁣esquema de claus de la sonata clàssica que Skriabin havia emprat anteriorment, però ja no és estructuralment important. Tal com descriu Bernard Jacobson, «La forma depèn, en canvi, de la constant interpenetració i fertilització creuada d'una multiplicitat d'unitats temàtiques minúscules, la majoria d'elles tan sinuosament cromàtiques que subverteixen la sensació tonal gairebé completament sota l'atac vertiginós dels colors harmònics canviants».

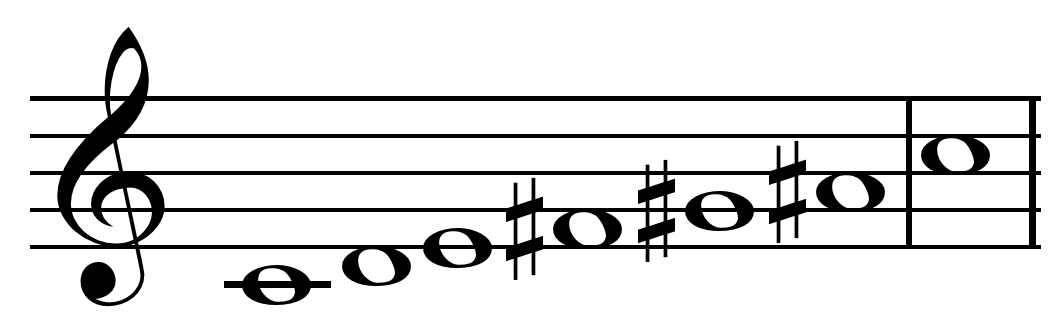
Escala de to sencer en do

Gran part de l'obra té una sensació d'atemporal i de suspens, a causa de la seva ambigüitat rítmica i les harmonies dominants basades en el to sencer derivades de l'"acord místic" de Skriabin (ja que tota l'escala de tons no té tons principals, cap harmonia basada en ella no el farà inclinar cap a qualsevol tecla en particular, permetent a Skriabin escriure pàgines de música amb poca o cap resolució tonal).
L'obra es pot dividir en tres grans grups temàtics: un grup que es caracteritza per un sinuós cromàtic més lent, un grup més ràpid i agitat caracteritzat per salts i trinats ràpids, i un amb tres temes presentats pel metall (una fanfàrria de trompa per proporcionar un motiu rítmic, una fanfàrria de trompeta que emergeix de la textura circumdant i un tema de trompeta més líric). Aquests tres grups es presenten per separat a l'inici de la peça, però posteriorment es desenvolupen i es combinen de diferents maneres. La peça també arriba a dos clímaxs principals: un al mig i un altre al final. Tots dos estan construïts sobre temes del tercer grup i acompanyats de trèmolos i trinats de corda i vent-fusta. En el segon clímax, Skriabin introdueix campanes baixes i orgue, i manté un ostinato de trompeta i percussió a tot arreu.
Skriabin va escriure un poema de més de tres-cents versos per acompanyar la música, encara que no per ser recitat amb ell. El poema fa un seguiment de l'ascens d'un esperit a la consciència, catalitzat per l'aparició recurrent de "tremolencs pressentiments de ritmes foscos" que després es transformen en "brillants pressentiments de ritmes brillants" a mesura que l'esperit s'adona de l'emoció de la lluita contra ells, en contrast amb l'"avorriment, malenconia i buit" que se senten després de la victòria sobre ells. L'ascens a la consciència s'il·lustra amb el canvi gradual de la tercera persona "Esperit" a la primera persona "jo". Skriabin també va basar la seva cinquena sonata per a piano en el poema.